# Scolebythidae
Scolebythidae es una pequeña familia de avispas perteneciente al orden Hymenoptera. La gran mayoría de las especies son fósiles. Se las encuentra en los trópicos de África, Australia y el Nuevo Mundo.

## Características
Son ectoparasitoides gregarios de escarabajos de la madera (por ejemplo carcomas). Las hembras usan sus mandíbulas para hacer túneles a través de los desechos de estos escarabajos hasta que encuentran una larva donde depositan un huevo. La hembra se alimenta de hemolinfa después de perforar el tegumento. Se cree que este comportamiento es necesario para la producción de huevos.

## Géneros
- †Boreobythus
- Clystopsenella
- †Eobythus
- †Libanobythus
- Pristapenesia
- Scolebythus
- †Uliobythus
- Ycaploca
- †Zapenesia